# Б'єрнстьєрне Б'єрнсон
Б'єрнстьєрне Мартініус Б'єрнсон (трапляється також транскрипція Бйорнстьєрне Бйорнсон; норв. Bjørnstjerne Martinus Bjørnson; 1832–1910) — норвезький письменник, лауреат Нобелівської премії з літератури 1903 року. Б'єрнсона вважають одним із чотирьох великих норвезьких письменників, решта три — Генрік Ібсен, Юнас Лі та Александер Х'єлланн. Б'єрнсон написав слова норвезького національного гімну «Так, ми любимо цей край» (Ja, vi elsker dette landet).
У ранніх оповіданнях оспівував патріархальне життя селян. Перші драми пов'язані з боротьбою за національну незалежність Норвегії. У п'єсах «Банкрутство» (1875), «Редактор» (1875), «Рукавиця» (1883) Б'єрнсон виступив як представник реалізму, засуджував хижацтво ділків, продажність преси, захищав права жінки. У своїх публіцистичних творах обстоював права української культури на її вільний розвиток. Найвизначнішим твором Б'єрнсона є драма «Понад наші сили» (1883—1885).

## Дитинство та освіта

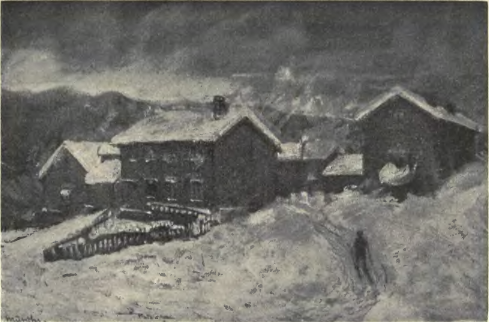
Двір Б'єрган у Квікне. Малюнок Ґергарда Мунте.

Б'єрнсон народився 8 грудня 1832 року в садибі Б'єрган у відокремленому селі Квікне в районі Естердален, приблизно в 60 милях на південь від Тронгейма. 1837 року батька Б'єрнсона, що був пастором у Квікне, перевели до приходу Нессет, недалеко від міста Молде у фюльке Ромсдал. Саме в цьому мальовничому районі Б'єрнсон провів своє дитинство.
Після кількох років навчання в Молде 17-річний хлопця відправили до латинської школи Гельтберга у Християнії (Осло) для підготовки до університету. У цій школі навчалися Генрік Ібсен, Юнас Лі та Осмунд Улофсен Віньє.
У цей час Б'єрнсон усвідомив, що хоче продовжити займатися поезією (він писав вірші з 11-ти років). Він вступив до університету Осло у 1852 році і незабаром почав кар'єру журналіста, зосередившись на критиці драми.

## Рання творчість
У 1857 році Б'єрнсон опублікував «Сюнневе Сульбаккен» (Synnøve Solbakken), свій перший роман про селянське життя. 1858 року за ним вийшов «Арне» (Arne), у 1860 році — «Веселий хлопець» (En glad Gut), а у 1868 році — «Рибалка» (Fiskerjenten). Це головні зразки його селянських повістей (bonde-fortellinger).
Б'єрнсон прагнув, як він висловився, «створити нову селянську сагу» — не тільки в художній прозі, але і у вигляді національних драм (folke-stykker). Найбільш ранньою з них була одноактна драма «Між битвами» (Mellem Slagene), події якої відбуваються у XII столітті. Вона була написана у 1855 році і вийшла у 1857 році. За нею вийшли «Хульда-Кривоніжка» (Halte-Hulda) у 1858 році та «Король Сверре» (Kong Sverre) у 1861 році. Найважливішою його роботою на цей момент була поетична трилогія «Сігур Злий» (Sigurd Slembe), яку Б'єрнсон опублікував у 1862 році.

## Зрілий автор
Наприкінці 1857 року Б'єрнсон був призначений директором театру у Бергені. Цю посаду він обіймав два роки, поки не повернувся до Християнії. З 1860 по 1863 рік він багато подорожував всією Європою. На початку 1865 року він почав керувати театром Християнії, де поставив свою комедію «Молодята» (De Nygifte) і романтичну трагедію «Марія Стюарт у Шотландії» (Maria Stuart i Skotland). 1870 року Б'єрнсон опублікував свої «Поеми і пісні» (Digte og Sange) та епічний цикл «Арнлют Геллін» (Arnljot Gelline).
Між 1864 і 1874 роками Б'єрнсон переважно займався політикою і своєю роботою керівника театру. У цей період Б'єрнсон проявився як радикальний агітатор. 1871 року він почав доповнювати свою журналістську роботу лекціями по всій Скандинавії.
З 1874 по 1876 рік Б'єрнсон не був у Норвегії, і в цьому добровільному засланні він відновив творчі сили. Його нова діяльність як драматичного автора почалася з соціальних драм «Банкрутство» (En fallit) і «Редактор» (Redaktøren) у 1874 році, що набули реалістичного відтінку.

## «Національний поет»

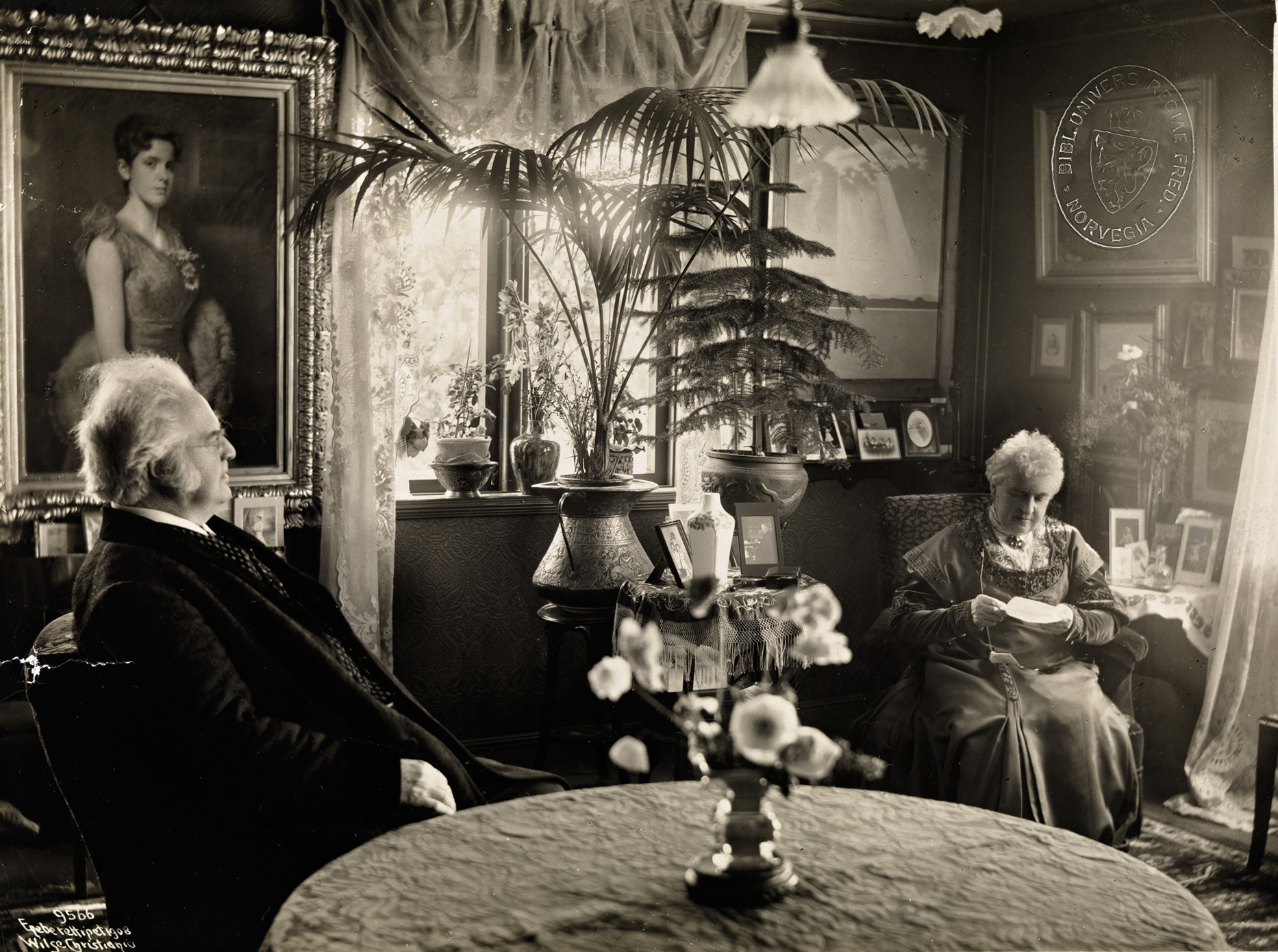
Б'єрнстьєрне Б'єрнсон і Кароліна Б'єрнсон в Еулестаді

Б'єрнсон оселився в своєму маєтку Еулестад у Геусдалі. 1877 року він опублікував ще один роман, «Магнхільд» (Magnhild), в якому висловив свої ідеї з соціальних питань. Тоді ж він висловив свої республіканські настрої у полемічній п'єсі «Король» (Kongen). У більш пізню редакцію п'єси він додав есе про інтелектуальну свободу з подальшим поясненням своєї позиції. 1878 року Б'єрнсон написав роман «Капітан Мансана» (Kaptejn Mansana), присвячений епізоду війни за незалежність Італії.
Прагнучи отримати максимальний успіх на сцені, Б'єрнсон зосередив свої сили на драмі «Леонарда» (Leonarda, 1879) про соціальне життя, драма викликала запеклі суперечки. Сатирична п'єса «Нова система» (Det ny system) вийшла через кілька тижнів. Хоча ці п'єси другого періоду Б'єрнсона широко обговорювалися, лише деякі з них були фінансово успішні.
У 1883 році Б'єрнсон випустив соціальну драму «Рукавичка» (En hanske), але не зміг нікого переконати її поставити, окрім як у зміненому вигляді. Восени того ж року Б'єрнсон опублікував містичну або символічну драму «Понад наші сили» (Over ævne) про анормальні особливості релігійного збудження; вона не ставилася до 1899 року, коли отримала великий успіх.

## Політичні інтереси

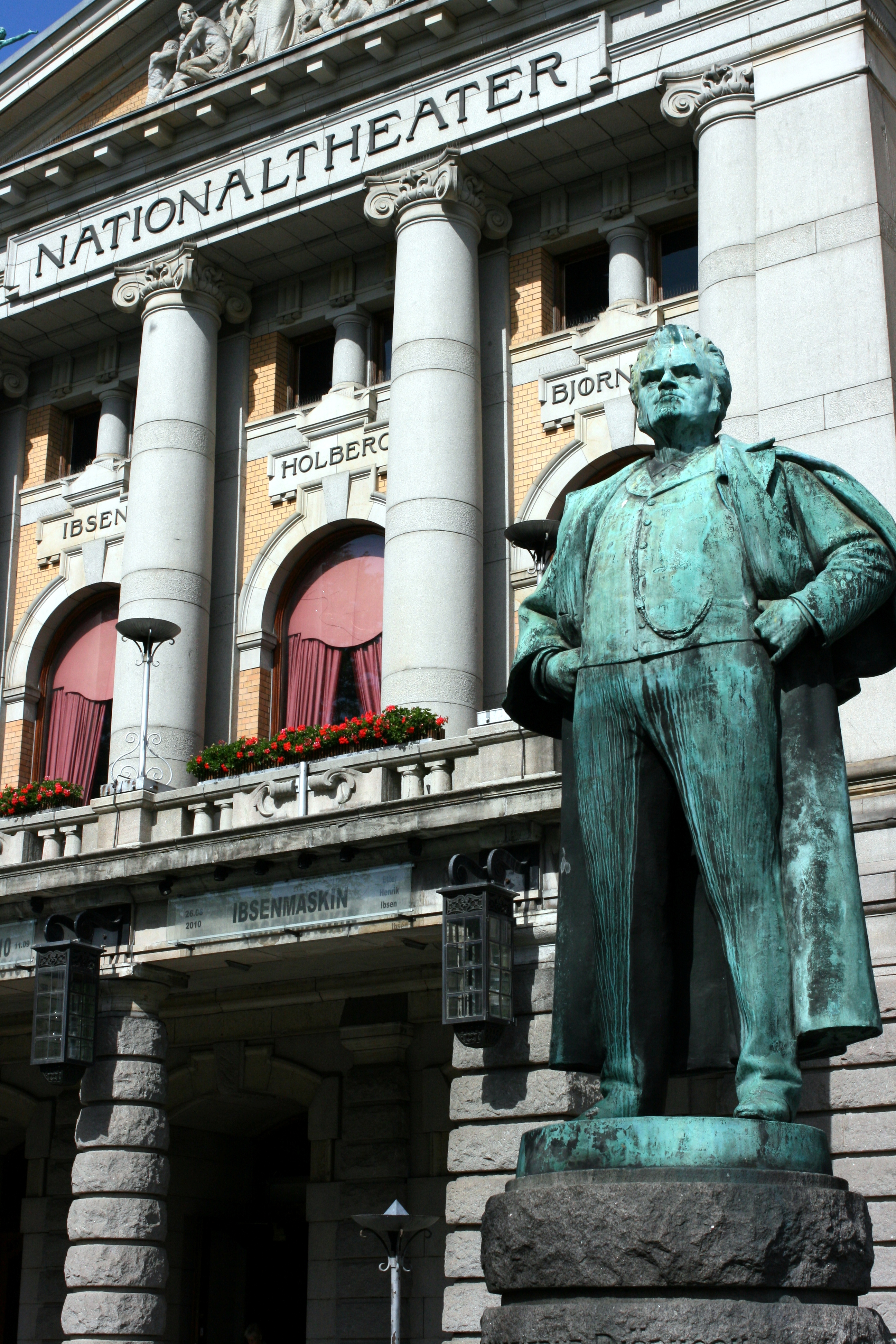
Статуя Б'єрнстьєрне Б'єрнсона перед Національним театром в Осло. Стефан Сіндінг (1899)

З юності Б'єрнсон захоплювався Генріком Вергеланном і став яскравим представником норвезького лівого руху. У цьому питанні він підтримував Івара Осена, з яким об'єднував свої зусилля в політичній боротьбі у 1860-х і 70-х роках. Коли у 1881 році зводили великий пам'ятник Вергеланну, між лівими і правими через нього виникло протистояння, в якому ліві взяли верх. При відкритті Б'єрнсон виступив з промовою про Вергеланна, в якій також шанобливо відгукнувся про конституцію і фермерів.
Політичні погляди Б'єрнсона привели до звинувачення його у державній зраді, і він на деякий час сховався у Німеччині, повернувшись до Норвегії у 1882 році. Переконаний, що театр практично закритий для нього, він повернувся до романів, і опублікував у 1884 році «Прапори віють над містом і над гаванню» (Det flager i byen og på havnen), втіливши свої теорії про спадковість і виховання. 1889 року він надрукував ще один довгий і не менш помітний роман, «По Божому шляху» (På guds veje), який головним чином пов'язаний з тими ж проблемами. У тому ж році вийшла у світ його комедія «Географія і любов» (Geografi og Kærlighed), що увінчалася успіхом.
Низка оповідань про емоційні переживання, більш-менш дидактичного характеру, була зібрана й опублікована у 1894 році. Потім послідували п'єси: політична трагедія «Пауль Ланге та Тура Пареберг» (Paul Lange og Tora Parsberg, 1898), друга частина «Понад наші сили» (Over oevne, annet stykke, II, 1895), Laboremus (1901), «У Стархуве» (På Storhove, 1902) і «Садиба Даглані» (Daglannet, 1904). 1899 року на відкритті Національного театру в Осло була поставлена сага-драма Б'єрнсона «Сігурд Хрестоносець» (Sigurd Jorsalafar).
Одним з найважливіших для Б'єрнсона питань було прийняття національної мови в Норвегії, відмінної від датсько-норвезької, якою писалася більшість творів норвезької літератури. На ранньому етапі, до 1860 року, Б'єрнсон сам експериментував з ланнсмолом, яким написав принаймні одне оповідання. Однак незабаром він втратив інтерес до ланнсмолу, хоча згодом висловлював жаль з приводу того, що не опанував цю мову майстерно.
За останні двадцять років свого життя Б'єрнсон написав сотні статей до провідних європейських газет. Так, він критикував французьке правосуддя через справу Дрейфуса, а також боровся за право дітей у Словаччині вчити рідну мову. «Віднімати у дітей їх рідну мову — це те ж саме, що відривати їх від материнських грудей», — писав він. Б'єрнсон виступав проти заборони української мови у Російській імперії і проти закону Аппоньї в Угорщині, що мав на меті знищити українські школи на Закарпатті.

## Останні роки

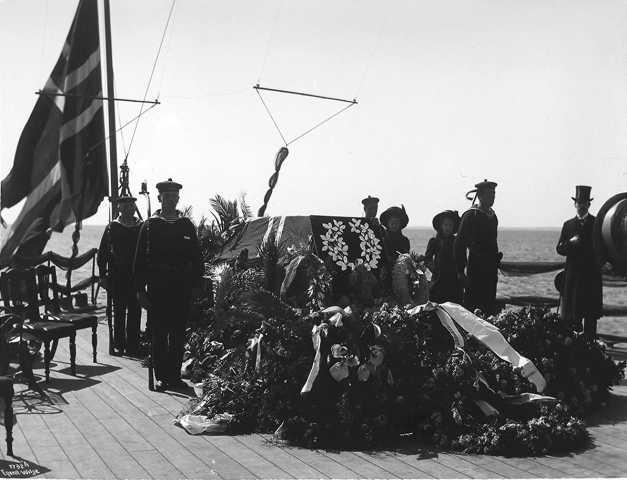
Труна з тілом Б'єрнсона на борту норвезького панцерника «Норге»

Від самого початку справи Дрейфуса Б'єрнсон був переконаним прихильником Альфреда Дрейфуса, і, за словами сучасника, писав «у газети статтю за статтею і проголошував на всі лади свою віру в його невинність».
Б'єрнсон був одним з перших членів Норвезького Нобелівського комітету, що присуджує Нобелівську премію миру, в якому він перебував з 1901 по 1906 рік. 1903 року Б'єрнсон отримав Нобелівську премію з літератури.
Б'єрнсон зробив стільки, як ніхто інший, щоб підняти норвезькі націоналістичні почуття, але у 1903 році, на межі розриву між Норвегією і Швецією, він виступав у Норвегії за примирення і помірність. 1905 року, коли Норвегія намагалася розірвати насильно нав'язану унію зі Швецією, Б'єрнсон відправив телеграму прем'єр-міністру Норвегії зі словами: «Настав час підтримати єдиний фронт». Міністр відповів: «Зараз саме час тримати наші роти закритими».
Б'єрнсон помер 26 квітня 1910 року у Парижі, де протягом декількох років проводив зиму, і був похований у Норвегії з почестями. Щоб привезти на батьківщину його тіло, був відправлений норвезький корабель берегової оборони «Норге».

## Родина Б'єрнсона

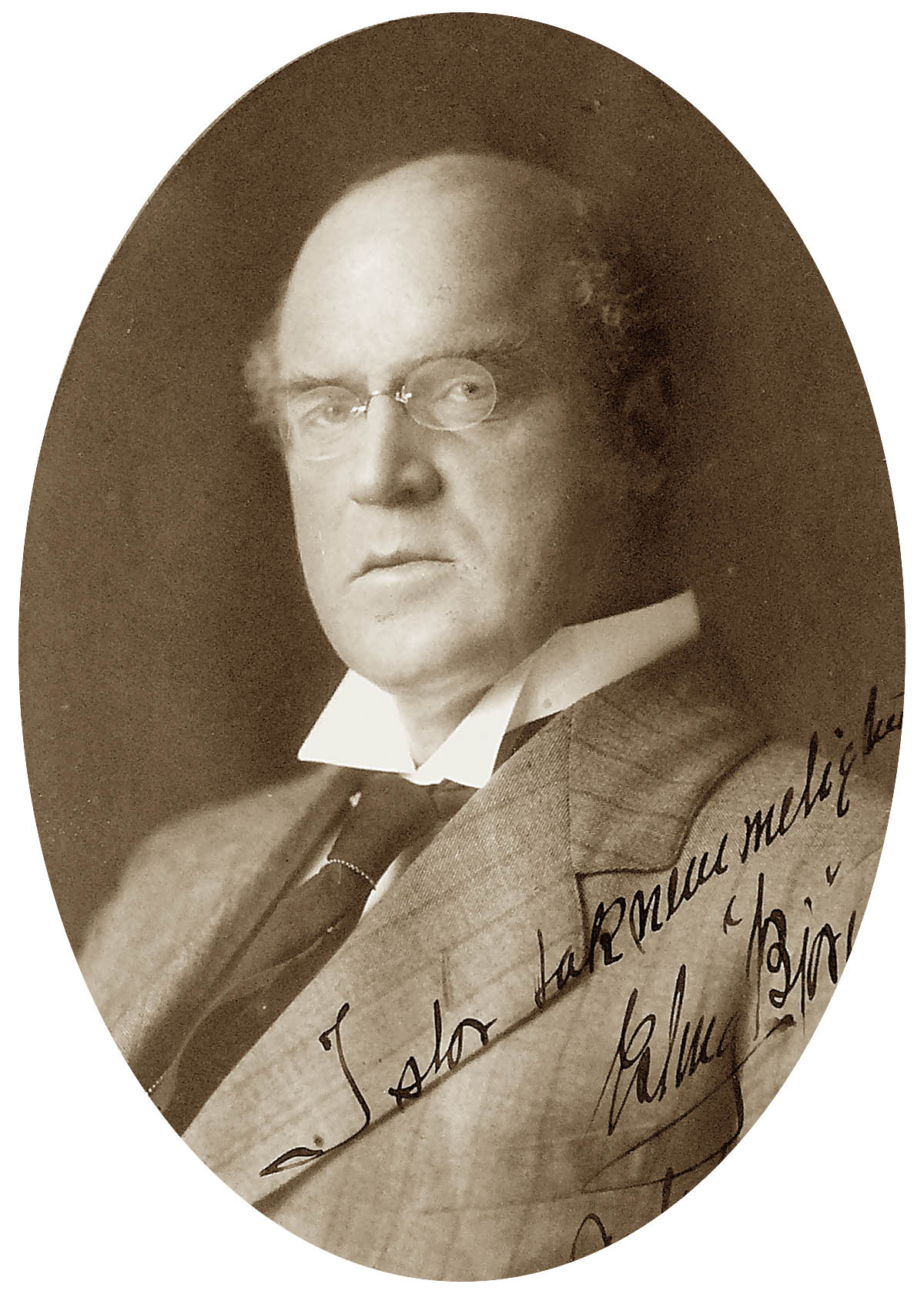
Син Б'єрнсона Ерлінг

Б'єрнсон був сином преподобного Педера Б'єрнсона і Інгер Еліси Нордрок. 1858 року він одружився з Кароліною Реймерс (1835—1934). У них було шестеро дітей, п'ять з яких дожили до дорослого віку:
- Б'єрн Б'єрнсон (1859—1942)
- Ейнар Б'єрнсон (1864—1942)
- Ерлінг Б'єрнсон (1868—1959)
- Бергліот Б'єрнсон (1869—1953)
- Дагні Б'єрнсон (1871—1872)
- Дагні Б'єрнсон (1876—1974)

Кароліна Б'єрнсон жила в Еулестаді до своєї смерті у 1934 році.
Коли Б'єрнсону було за 50, у нього виник роман з 17-річною Гурі Андерсдоттер (пом. 1949), у них народився син Андерс Ундердал (1880—1973). Андерс став батьком майбутньої письменниці Маргіт Сандему.

## Б'єрнсон і Україна
До творчості Б'єрнсона зверталися Іван Франко (стаття до перекладу другої частини драми «Понад наші сили», 1900) і Леся Українка (стаття «Нова суспільна драма», 1901). Б'єрнсон щиро цікавився історією та культурою українського народу, виступав із статтями про національно-культурний рух в Україні, засуджував політику російського царизму і польської шляхти щодо українців, друкувався у журналі Ukrainische Rundschau («Український огляд»), що виходив німецькою мовою у Відні. Б'єрнсон знав і високо оцінював твори Тараса Шевченка, Івана Франка, Ольги Кобилянської, Василя Стефаника. Листувався з Іваном Франком, Романом Сембратовичем, Віктором Кушніром, Ярославом Федорчуком. Казка Б'єрнсона «Ліс» у перекладі Івана Франка була опублікована в журналі «Зоря» (1886). Ряд творів класика норвезької літератури переклали Лесь Гринюк, Михайло Павлик, Євгенія Ярошинська, Михайло Лозинський, Антін Крушельницький.
Бйорнсон приєднався до публіцистичних баталій навколо суспільних проблем українців. Вперше він їх торкнувся в 1906 році у статті «Русини» на сторінках заснованого ним у Парижі тижневика «Європейський кур'єр» («Le Courrier Europeen»):
|  | Ще досі існує в Європі народ, який налічує понад тридцять мільйонів людей, якому, однак, під покришкою державної необхідності відбирають мову та національність, його гноблять та зневажають усілякими іншими способами. Де поділися московські та польські християни? Вони ж бо мають творити спільноту справедливості та милосердя. Святе право національної окремішності є першою засадою миру. Чи Росія стане могутнішою тим, що поневолює і визискує цілий народ? Чи австрійські поляки можуть краще захищати свою національність серед чужих численних народів, утискуючи водночас чотири мільйони українців? |

### Переклади українською
Українською доступні наступні твори Б'єрнсона
- Б'єрнстьєрне Б'єрнсон. Ліс. Переклад з норвезької Іван Франко. Журнал Зоря. 1886.
- Б'єрнстьєрне Б'єрнсон. Понад наші сили: драматичні картини. З норв. переклали: Михайло Яцків та Іван Франко. — 1900, том. 12, част. І: 80—108, 211—232. II.
  - (перевидання) Б'єрнстьєрне Б'єрнсон. Понад наші сили: драматичні картини. — Львів: «Літературно-науковий вісник». 1910, № 10, 11 [з передмовою Івана Франка]
- Б'єрнстьєрне Б'єрнсон. Марі: Повість. Переклад з норвезької: ?. ЛНВ. 1907. T. 37–39
- Б'єрнстьєрне Б'єрнсон. «Новоженці». Переклад і адаптація з норвезької: Лесь Гринюк. (Коломия, 1907).
- Б'єрнстьєрне Б'єрнсон. Батько: Оповідання. Переклад з норвезької: ?. ЛНВ. 1909. T. 48
- Б'єрнстьєрне Б'єрнсон. Тронд: Оповідання. Переклад з норвезької: ?. Неділя. 1911. № 18–19
- Б'єрнстьєрне Б'єрнсон. Мужицькі оповідання. Переклад з норвезької: ? Коломия, 1913
- Б'єрнстьєрне Б'єрнсон. «Арне. Оповідання з норвезького мужицького життя». Переклад з норвезької: Михайло Павлик. Чернівці, 1914.
- Б'єрнстьєрне Б'єрнсон. Норвегія. Дівча молоденьке лугом брело: Вірші. Переклад з норвезької: ? Київ: Передчуття, 1979
- Б'єрнстьєрне Б'єрнсон. Орлине гніздо. Переклад з норвезької: Ольга Сенюк. (входить до Книга пригод у 4 томах. Том 1. Упорядник О. Терех, А. Баканов. 1983)
- Б'єрнстьєрне Б'єрнсон. Небезпечне сватання: повісті й оповідання. Переклад з норвезької: Ольга Сенюк. Київ: Дніпро, 1986. 343 стор.
  - Небезпечне сватання
  - Сюневе Сульбакен
  - Мисливці на ведмедів
  - Арне
  - Батько
  - Орлине гніздо
  - Залізниця і цвинтар
  - Буланий 
  - Загадка життя
- Б'єрнстьєрне Б'єрнсон. Дитя в нашій душі: Вірш. Переклад з норвезької: ? Львів: Літературний Львів, 1998. № 69.
- Б'єрнстьєрне Б'єрнсон. Збірка «Норвезька сторона» (повісті «Сюньове Сульбакен» та «Весільний марш»). Переклад з норвезької: Наталя Іваничук. Львів: «Піраміда». 2010. ISBN 978-966-441-199-5